# Antoni Zdrawkow
Antoni Iwanow Zdrawkow (ur. 20 sierpnia 1964 w Sofii) – bułgarski piłkarz grający na pozycji pomocnika, oraz trener piłkarski.

## Kariera piłkarska
Jest wychowankiem Lewskiego Sofia, z którym też odnosił największe sukcesy w swojej karierze. Zdobył z nim mistrzostwo (1985) oraz Puchar kraju (1986). Później z mniejszymi osiągnięciami występował w Łokomotiwie Sofia.
Po upadku komunizmu wyjechał za granicę. Przez dwa lata grał w Portugalii (m.in. w Benfice Lizbona), ale nie zanotował w tym okresie większych sukcesów. Po powrocie do kraju w 1993 występował głównie w klubach z niższych lig.
Na początku kariery trzykrotnie wystąpił w reprezentacji Bułgarii.

## Kariera szkoleniowa
Kilka lat po zakończeniu kariery piłkarskiej rozpoczął pracę szkoleniową. Związał się z zespołem Kaliakra Kawarna: tam zaczynał jako asystent Welisława Wucowa, który poprowadził go do największego sukcesu w jego historii: półfinału Pucharu Bułgarii w sezonie 2007–2008. Drugoligowiec z Kawarny wyeliminował m.in. Czawdar Etropole i Łokomotiw Płowdiw, przegrał dopiero z Czerno More Warna. W lidze zaś zespół zajął drugą pozycję, co umożliwiło mu grę o miejsce w ekstraklasie w barażach. Tu jednak mocniejszy okazał się Minior Pernik, który wygrał po rzutach karnych.
Po odejściu Wucowa Zdrawkow krótko samodzielnie trenował Kaliakrę.
Na początku sezonu 2009–2010 otrzymał propozycję pracy w Lewskim Sofia, jako asystent Georgiego Iwanowa. Jednak Iwanow nie posiadał oficjalnej licencji szkoleniowej UEFA, dlatego też do protokołów wpisywane było nazwisko Zdrawkowa. Duet Iwanow-Zdrawkow doprowadził klub do trzeciego miejsca w lidze, gwarantującego grę w Lidze Europejskiej. Ich misja skończyła się wraz z zakończeniem rozgrywek; nowym szkoleniowcem Lewskiego został Jasen Petrow.
Zdrawkow powrócił do Kaliakry, która w tym czasie grała już w ekstraklasie. Na koniec sezonu 2010–2011 zajął z nią dwunaste miejsce, gwarantujące pozostanie w lidze. Jednak ten wynik nie zadowolił działaczy, którzy w maju 2011 wręczyli trenerowi wymówienie. Jego następcą został Adałbert Zafirow. Później przez kilka miesięcy ponownie współpracował z Iwanowem jako jego asystent w Lewskim, a od grudnia 2011 jest trenerem Botewu Wraca.

## Sukcesy
Kariera piłkarska
- Lewski Sofia:
  - mistrzostwo Bułgarii 1985
  - Puchar Bułgarii 1986